# Сан-Жуан-ду-Параизу (Мараньян)

Сан-Жуан-ду-Параизу на карте штата.

Сан-Жуан-ду-Параизу (порт. São João do Paraíso) — муниципалитет в Бразилии, входит в штат Мараньян. Составная часть мезорегиона Юг штата Мараньян. Входит в экономико-статистический микрорегион Порту-Франку. Население составляет 10 814 человек на 2010 год. Занимает площадь 2053,843 км². Плотность населения — 5,27 чел./км².

## Демография
Согласно сведениям, собранным в ходе переписи 2010 г. Национальным институтом географии и статистики (IBGE), население муниципалитета составляет:
| Полное население                               | Полное население                               | Полное население                               | Полное население                               | 10 814 |
| ---------------------------------------------- | ---------------------------------------------- | ---------------------------------------------- | ---------------------------------------------- | ------ |
| в том числе:                                   | Городское население                            | 5276                                           | Процент городского населения, %                | 48,79  |
|                                                | Сельское население                             | 5538                                           | Процент сельского населения, %                 | 51,21  |
|                                                | Мужское население                              | 5777                                           | Процент мужского населения, %                  | 53,42  |
|                                                | Женское население                              | 5037                                           | Процент женского населения, %                  | 46,58  |
| Плотность населения, чел/км²                   | Плотность населения, чел/км²                   | Плотность населения, чел/км²                   | Плотность населения, чел/км²                   | 5,27   |
| Население муниципалитета в % к населению штата | Население муниципалитета в % к населению штата | Население муниципалитета в % к населению штата | Население муниципалитета в % к населению штата | 0,16   |

По данным оценки 2016 года, население муниципалитета составляет 10 949 жителей.

## Статистика
- Валовой внутренний продукт на 2003 год составляет 31 521 623,00 реалов (данные: Бразильский институт географии и статистики).
- Валовой внутренний продукт на душу населения на 2003 год составляет 2823,76 реала (данные: Бразильский институт географии и статистики).
- Индекс развития человеческого потенциала на 2000 год составляет 0,654 (данные: Программа развития ООН).